# Сварка лазером
Лазерная сварка — сварка с использованием лазера в качестве энергетического источника.
Лазерная сварка применяется для сварки в радиоэлектронике, электронной технике, машиностроении и приборостороении. Она позволяет соединять материалы с толщинами от нескольких микрометров до десятков миллиметров.

## История
Лазерная сварка появилась после изобретения Н. Г. Басовым, А. М. Прохоровым, Х. Таунсом в 60-е годы XX века лазеров, созданием  мощных лазерных установок непрерывного и импульсного действия.  
К 2019 г. разработан метод сварки стекла с металлом, при помощи пикосекундного лазера.

## Принцип работы
Сущность лазерного процесса сварки состоит в следующем: лазерное излучение направляется в фокусирующую систему, где фокусируется в пучок меньшего сечения и попадает на свариваемые детали, где частично отражается, частично проникает внутрь материала, где поглощается, нагревает и расплавляет  металл, формируя сварной шов. 
Достоинство лазерного излучения — высокая концентрация энергии: лазерная сварка проводится на плотностях мощности лазерного излучения Е=106 — 107 Вт/см2, что позволяет сваривать разные материалы с толщинами от нескольких микрометров до десятков миллиметров.
При сварке изделий малых толщин от 0,05 до 1,0 мм сварка проходит с расфокусировкой лазерного луча. 
Лазерную сварку производят сквозным и частичным проплавлением в любом пространственном положении. Сварка проводится непрерывным или импульсным излучением. При импульсном лазерном излучении сварной шов образуется сварными точками, их перекрытием на 30—90 %. 
Лазерная сварка разделяется на три вида: 
микросварка (толщина или глубина проплавления до 100 мкм), 
мини-сварка (глубина проплавления от 0,1 до 1 мм) и 
макросварка (глубина проплавления более 1 мм).
Современные сварочные установки с твердотельными лазерами проводят шовную сварку со скоростью до 5 мм/с с частотой импульсов около 20 Гц.  Сварку проводят с использованием присадочных материалов (проволока диаметром около 1,5 мм, лента или порошок); присадка увеличивает сечение сварного шва.

## Преимущества
- Возможность сварки высокоточных конструкций;
- Сварка без правок или механической обработки;
- Высокая скорость сварки и производительность работ (стальной лист толщиной 20 мм электрической дугой сваривают со скоростью 15 м/ч за 5 - 8 проходов, при сварке непрерывным лазерным лучом лист сваривается со скоростью 100 м/ч за 1);
- Высокая экологическая безопасность по сравнению с традиционной сваркой;
- Минимальные температурные поводки и коробление металла (в сравнении с другими методами);
- Хороший внешний вид, что важно, например, при сварке автомобильных кузовов;

## Недостатки
- Высокая стоимость лазерных установок;
- Низкий КПД (0,01—15,0 %).

## Оборудование
В состав оборудования для лазерной сварки входит лазер, системы фокусировки излучения, газовой защиты изделия, перемещения луча и изделия. 
В сварке используют твердотельные и газовые лазеры. 
Твердотельные лазеры выполняют на основе рубина, стекла с присадкой ионов неодима, алюмоиттриевого граната (АИГ) с неодимом, а также на базе иттербиевого волокна. 
Газовые лазеры - в качестве рабочего тела  используют смесь СO2, N2 и Не.
Российская промышленность выпускает лазерные установки LRS-100-500  HTS-200-500  ЛГТ-2.01, ТЛ-5М,  МУЛ-1, ЛТА4-1, ЛТА4-2, установки серии ALFA и ALFA-AUTO. Установки позволяют проводить полуавтоматическую сварку в импульсном режиме с микропроцессорным управлением.